# Masacre de la Escuela Secundaria Chardon
La masacre de la escuela secundaria Chardon fue un tiroteo que se produjo el lunes 27 de febrero de 2012, en la escuela secundaria Chardon (Chardon High School) en Chardon, Ohio, Estados Unidos. Tres personas murieron y otras dos tuvieron que ser hospitalizadas.
En mayo de 2012, un juez determinó que Lane era competente para enfrentar un juicio. Más tarde ese mes, se tomó la decisión de acusar a Lane como adulto. Se lo declaró culpable y recibió tres cadenas perpetuas el 19 de marzo de 2013.
El 11 de septiembre de 2014, Lane, junto con dos reclusos, escaparon de la Institución Correccional Allen en Lima, Ohio. Fue capturado al día siguiente y los tres hombres fueron trasladados a una prisión de máxima seguridad.

## Hechos
Un chico de 17 años quien la policía identificó como Thomas «T. J.» Lane, inició un tiroteo aproximadamente a las 7:30 de la mañana, en la escuela secundaria Chardon. Según informaron algunos testigos y un vídeo de vigilancia, mientras los jóvenes desayunaban en la cafetería, otro joven se puso de pie y empezó a disparar sin mediar palabra contra los estudiantes sembrando el caos. 
En la cafetería disparó e hirió a 4 estudiantes, 3 de ellos varones que recibieron disparos por detrás de la cabeza. También atacó en el exterior a un joven que esperaba el autobús. Lane utilizó una pistola Ruger calibre .22 que le robó a su tío, aunque un vecino dijo a la policía que el arma pertenecía a su abuelo. Lane disparó al menos 10 veces y dijo haber tomado un cuchillo de cocina de la cafetería.

## Víctimas
Ninguno de los jóvenes murió en la escuela; sin embargo al mediodía del 27 de febrero el jefe de la policía de Chardon, Tim McKenna anunció en una conferencia de prensa que una de las víctimas había muerto, la víctima era Daniel Parmertor de 16 años de edad, un estudiante que cursaba ciencias de la computación en una escuela vocacional cercana y que esperaba en frente de la cafetería el autobús cuando el atacante abrió fuego. Su familia dijo en un comunicado «Estamos impactados por esta tragedia sin sentido». «Danny era un chico brillante que tenía por delante un futuro brillante». «La familia está destrozada por esta pérdida».
El 28 de febrero a las 12:42 a. m. se informó que otro estudiante, Russell King de 17 años, fue declarado con muerte cerebral y más tarde por la mañana murió.
El mismo día la cifra aumentó a 3 muertos con el fallecimiento de un joven afroamericano llamado Demetrio Hewlin de 16 años. Su familia emitió un comunicado: «Estamos muy tristes por la pérdida de nuestro hijo y otros en nuestra comunidad de Chardon. Demetrio era un chico feliz y joven que amaba la vida, su familia y amigos».
Entre los heridos hubo dos que tuvieron que ser hospitalizados en el hospital de Hillcrest, como Nick Walczak de 17 años que se encontraba en estado grave, Joy Rickers de 18 años quien fue la única chica herida de bala, pero se recuperó pronto en el hospital. Nate Mueller recibió el roce de una bala en su oído derecho pero no fue hospitalizado.

## Perpetrador

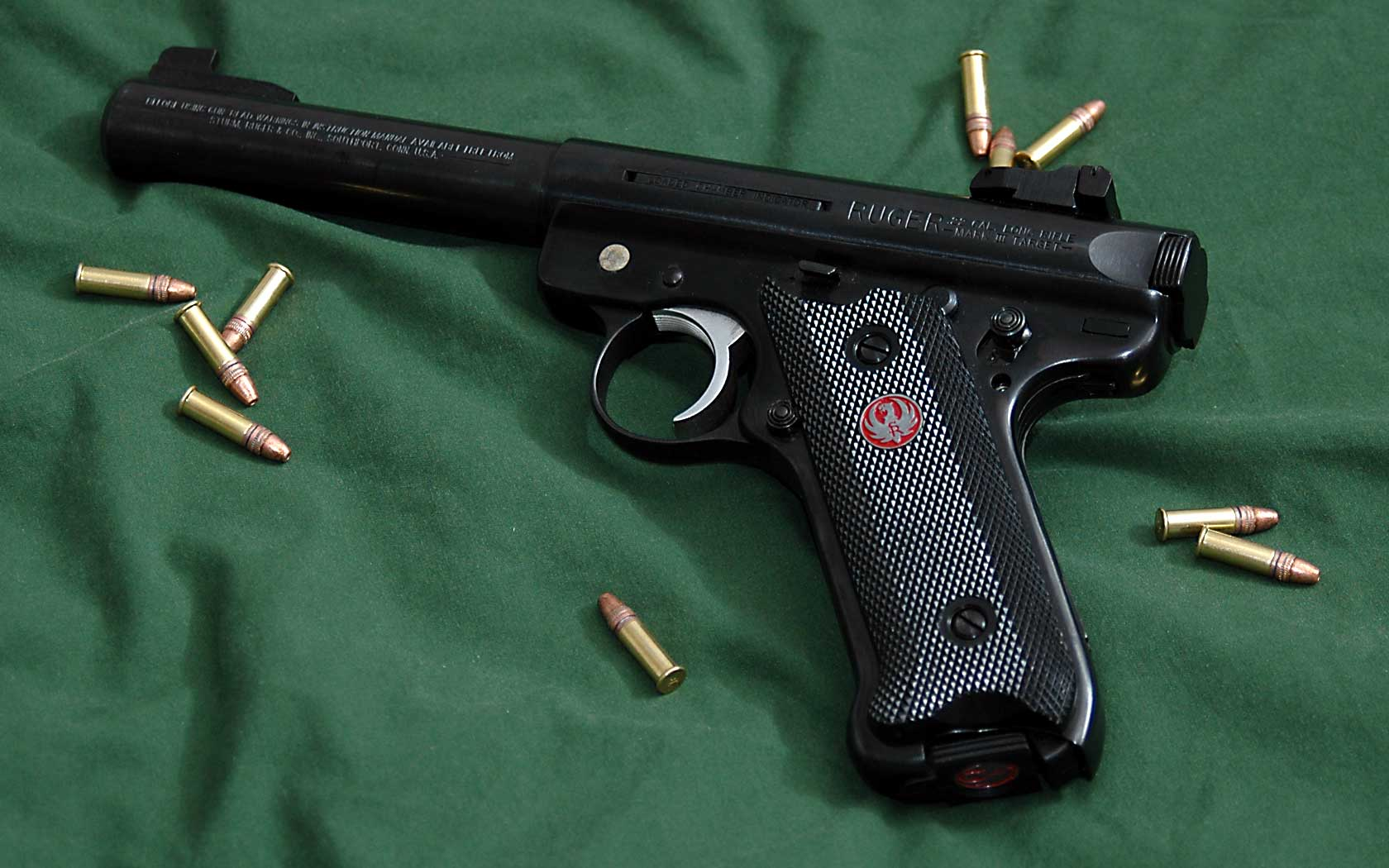
Arma que usó el atacante para perpetrar el tiroteo

### Vida personal
Thomas Michael "TJ" Lane III nació el 19 de septiembre de 1994. Cuando Lane tenía 3 años, sus padres perdieron la custodia de él debido a problemas de drogas.
Los amigos de Lane lo describieron como un chico bastante tranquilo y reservado, callado y con una mirada que parecía triste pero que era amigable a la hora de conversar. Los que lo conocían dijeron que lo sucedido los dejó totalmente en shock. Le gustaba la cacería y los videojuegos y no presentaba actitudes violentas. Él no asistía a la escuela Chardon; en cambio iba a la Escuela Alternativa de la Academia Lago, una escuela de ayuda para jóvenes con mal desempeño y falta de aprendizaje. Lane era descrito como un chico con problemas para el estudio. Se sospecha de que en algún momento de su vida en la escuela pudo haber sido víctima de bullying.
Poco hablaba de su vida personal, vivía con sus abuelos desde hace tiempo, sus padres tenían una relación muy conflictiva, los primeros años de la vida de Lane, entre 1995 y 1997, ambos padres fueron arrestados por violencia doméstica. Su padre Thomas Lane Jr. fue arrestado varias veces por maltratar y agredir mujeres, entre ellas la madre de Lane, y por haber agredido en una ocasión a un policía.

### Después del tiroteo
Thomas "TJ" Lane fue identificado como el sospechoso a última hora del 27 de febrero por las autoridades. Las autoridades mostraron reacias a revelar su nombre, ya que era un menor. Pero CBS News informó por la tarde que los agentes del orden habían rodeado una casa perteneciente a Thomas M. Lane, Jr., el padre del sospechoso.
En su investigación, la policía también registró la casa de los abuelos maternos de Lane, Jack Nolan y su esposa, en Chardon Township. Lane no vivía allí, pero visitaba con frecuencia los fines de semana. La residencia, junto con otras propiedades de la familia Lane, fue registrada exhaustivamente el día del tiroteo. También se inspecciono un bosque cercano, que los vecinos dijeron que los niños de Lane usaban para practicar tiro al blanco.
Según testigos estudiantiles, Lane tenía una rivalidad personal con King, una de sus víctimas. El testigo Nate Mueller dijo que King había comenzado recientemente a salir con la exnovia de Lane. Otros testigos estudiantiles dijeron que Lane parecía apuntar específicamente a King esa mañana, lo que indica que él fue el primero en recibir un disparo de los estudiantes en su mesa. Los estudiantes dijeron que King había amenazado previamente con golpear a Lane, y que Lane había comenzado a levantar pesas el año anterior para prepararse para pelear contra King.
Cuatro de las cinco víctimas en la mesa de King eran estudiantes del Auburn Career Center, una escuela vocacional. Lane y los estudiantes de Auburn tomaban regularmente el mismo autobús de Chardon a sus otras escuelas; Lake Academy era la más alejada de la escuela local de Chardon. Lane había conocido a algunas de las víctimas desde la escuela secundaria.
Hubo rumores de que se había publicado una advertencia sobre el tiroteo en Twitter, pero esto no se verificó. Las agencias de noticias publicaron extractos del perfil de Facebook de un niño llamado "TJ Lane". El perfil no proporcionaba una ubicación, pero varios de los amigos del usuario figuraban como de Chardon. Una entrada en particular, fechada el 30 de diciembre de 2011, llamó la atención: la última línea decía: "Mueran todos". Según un comentario publicado por Lane el 20 de enero de 2012, escribió ese texto como tarea de clase.

## Procedimientos legales
Nunca se aclararon del todo los motivos que impulsaron a Lane. Fue arrestado cuando escapaba intentando llegar a su automóvil a unos 80 metros de la escuela y había admitido ser el autor del tiroteo. A Lane se le imputaron tres cargos de homicidio agravado, dos de intento de homicidio agravado y uno de agresión criminal.
En Ohio, la pena de muerte está vigente, pero no es aplicable a los menores de 18 años desde que en 2005 el tribunal supremo abolió la pena capital como castigo para menores de edad. En Ohio lo normal es que los menores de edad estén en prisión hasta los 21 años incluso por delitos graves.
En junio, el fiscal decidió juzgar a Lane como adulto. Fue acusado de los seis cargos que se presentaron a principios de marzo: tres cargos de homicidio agravado, dos cargos de intento de homicidio y un cargo de agresión criminal. El 8 de junio, se declaró inocente de esos cargos. Su fianza se fijó en US$1 millón, y estaba programado para ser trasladado del centro de detención juvenil a la cárcel del condado (para adultos) el 18 de junio. Sin embargo, el 20 de junio, se presentó una moción ante el Tribunal del Condado de Geauga. de motivos comunes que establece que si alguien pagara una tarifa de 120 dólares estadounidenses, Lane podría permanecer en el centro de detención juvenil del condado de Portage

## Condena
El 26 de febrero de 2013, Lane se declaró culpable de los cargos por los que había sido acusado. El 19 de marzo de 2013 fue condenado a tres cadenas perpetuas sin libertad condicional. Después de entrar en la sala del tribunal, se quitó su camisa para revelar una camiseta blanca, la cual tenía la palabra KILLER (ASESINO) escrita a mano en la parte delantera. Él sonrió durante la audiencia.
Después de ser sentenciado se dirigió a los familiares de las víctimas en tono despectivo y jocoso, usando insultos. Llegó también a decirles «la mano que apretó el gatillo para matar a sus hijos, ahora se masturba en su memoria», y mostró el dedo medio al final de la declaración.

## Fuga de prisión en 2014
A las 7:38 p. m. del 11 de septiembre de 2014, Lane escapó de la Institución Correccional Allen en Lima, Ohio, junto con dos reclusos mayores. Usaron una escalera improvisada para escalar una cerca durante las horas de recreación. Lindsey Bruce, de 33 años, fue rápidamente capturada después. Lane y el otro recluso, identificado como Clifford Opperud, de 45 años, de Carlisle, Ohio, que cumplía una condena de 12 años por robo con agravantes, robo con allanamiento con agravantes y secuestro, seguían prófugos. La policía realizó registros en una zona boscosa y en un barrio residencial cerca de la prisión.
A la 1:20 a. m. del día siguiente, Lane fue capturado cerca del bosque y Opperud fue detenido unas tres horas después.
La Escuela Secundaria Chardon se cerró ese mismo día y los consejeros se pusieron a disposición de los estudiantes y el personal. Más tarde ese mismo día, Lane, Opperud y Bruce fueron trasladados a la Penitenciaría Estatal de Ohio , una prisión de máxima seguridad en Youngstown, Ohio. En la prisión de Youngstown, Lane estuvo restringido a su celda durante 23 horas al día, con una hora de recreación diaria. A partir de marzo de 2016, Lane fue trasladado al Centro Correccional del Sur de Ohio , una prisión de máxima seguridad en Lucasville. Actualmente se encuentra recluido en la Institución Correccional de Warren en el Líbano, Ohio.